# Torrevecchia (Roma)
Torrevecchia è un'area urbana del Municipio XIV di Roma Capitale, situata nel territorio del  quartiere Primavalle e del Suburbio Trionfale. Torrevecchia non deve essere confusa con il complesso di case popolari denominato "ATER Torrevecchia," situato nel Municipio XIII, nella zona di Montespaccato.

## Storia
La storia di Torrevecchia risale all'epoca pre-romana, quando la zona faceva parte del territorio controllato dagli Etruschi, che avevano degli insediamenti fortificati. Con l’espansione di Roma, questi insediamenti vennero gradualmente integrati nel dominio romano e la regione divenne agricola, costellata di fattorie e ville rustiche che rifornivano di derrate alimentari il centro cittadino.
Tra i ritrovamenti archeologici più rilevanti dell’area, spiccano un dolio di grandi dimensioni, rinvenuto nel 1912 alla Pineta Sacchetti, e i resti di una struttura termale appartenente a una villa rustica, risalente al periodo imperiale. Questi reperti testimoniano l’utilizzo agricolo della zona già dal I secolo d.C..
Con il declino dell'Impero Romano, Torrevecchia, come molte altre aree attorno a Roma, subì un periodo di spopolamento e venne abbandonata. L'area entrò successivamente nelle proprietà del Capitolo di San Pietro in Vaticano, il quale, tra il 1505 e il 1509, riorganizzò i propri possedimenti suddividendo l'area in grandi tenute, tra cui la Tenuta di Torrevecchia e la Tenuta di Primavalle. Il toponimo "Torrevecchia" risale alla fine del XIV secolo e fa riferimento a una torre medievale, oggi non più esistente, che sorgeva in quest’area e veniva utilizzata come punto di avvistamento e di controllo territoriale. La sua posizione è stata documentata in numerose mappe antiche come la Mappa della Campagna romana al tempo di Paolo III di Eufrosino della Volpaia. Sul destino della stessa, tuttavia, non si hanno notizie certe e probabilmente fu abbattuta e riutilizzata per nuovi edifici.
In seguito alle Leggi di liquidazione dell’asse ecclesiastico promulgate nel 1866 e 1867, il Capitolo di San Pietro procedette all’alienazione, nel 1875, di Torrevecchia ai privati i quali tuttavia non urbanizzarono la zona, che rimase rurale. Mentre la vicina tenuta di Primavalle iniziava a essere urbanizzata dalla Società Anonima Laziale di Bonifica Agraria (S.A.L.B.A.). Torrevecchia mantenne la sua identità agricola e il carattere di borgata fino agli anni ’50, quando l’area iniziò una graduale trasformazione.
L'urbanizzazione di Torrevecchia si intensificò a partire dagli anni ’60 e ’70, quando furono realizzate molte nuove costruzioni residenziali e commerciali e l’area si estese progressivamente verso via Boccea e Montespaccato e ben presto si saldò alla borgata di Primavalle, realizzata negli anni '30 e '40 dal governo fascista rientrante nel piano delle "Borgate ufficiali". La costruzione di nuovi palazzi, spesso senza una rigorosa pianificazione, portò tuttavia a problemi di viabilità, con strade strette, un’insufficienza di parcheggi e una ridotta disponibilità di spazi pubblici. 
Una parte significativa della zona nord di Torrevecchia fu costruita in forma cooperativa, seguendo un modello simile a quello della Balduina. Questo modello di sviluppo coinvolse professionisti come giornalisti, medici, magistrati e avvocati, che si unirono in cooperative edilizie per realizzare complessi residenziali caratterizzati da ampi spazi interni pensati per garantire comfort e vivibilità.

## Territorio
La sua posizione la rende una delle estremità occidentali di Monte Mario, con cui condivide caratteristiche idrogeologiche, e risente della vicinanza al complesso di Santa Maria della Pietà, l'ex ospedale psichiatrico della capitale, oggi trasformato in centro sanitario, amministrativo e culturale. Il complesso di Santa Maria della Pietà è una delle realtà più significative della zona: ospita infatti uffici pubblici, centri di ricerca, servizi di assistenza sanitaria e spazi per eventi sociali e culturali, contribuendo al tessuto sociale di Torrevecchia.
L’area è caratterizzata da numerosi spazi verdi non edificati, che ricordano la vocazione rurale del quartiere e offrono ancora spazi di verde non attrezzato. Sebbene Torrevecchia non disponga di parchi pubblici di grandi dimensioni all'interno del suo perimetro, si trova nelle vicinanze della Riserva naturale dell'Insugherata, una vasta area protetta che si estende su oltre 700 ettari. La riserva rappresenta un’importante risorsa ambientale per gli abitanti di Torrevecchia, offrendo opportunità per passeggiate, escursioni e attività all’aria aperta. La zona conserva anche segni della sua storica vocazione agricola, sebbene mitigati dall'intensa urbanizzazione che ha trasformato il quartiere.

## Collegamenti
Torrevecchia è ben collegata al resto della città tramite mezzi pubblici e principali arterie stradali. Il quartiere è servito dalla linea ferroviaria FL3, che comprende la fermata Monte Mario, garantendo un rapido collegamento con il centro di Roma e con le aree limitrofe. Inoltre, numerose linee di autobus urbani attraversano la zona, collegando Torrevecchia ai principali nodi di trasporto della città e ai quartieri circostanti tra cui Prati, Ottavia, Palmarola, Selva Candida e Primavalle.